# Madrid Tennis Grand Prix 1990
Il Madrid Tennis Grand Prix 1990 è stato un torneo di tennis giocato sulla terra rossa. È stata la 19ª edizione del Madrid Tennis Grand Prix che fa parte della categoria World Series nell'ambito dell'ATP Tour 1990. Si è giocato a Madrid in Spagna dal 30 aprile al 6 maggio 1990.

## Campioni

### Singolare
Andrés Gómez ha battuto in finale  Marc Rosset con il punteggio di 6–3, 7–6

### Doppio
Juan Carlos Báguena /  Omar Camporese hanno battuto in finale  Andrés Gómez /  Javier Sánchez con il punteggio di 6–4, 3–6, 6–3